# Заблуда на комбинацията
Заблуда на конюнкцията се нарича логическата заблуда, че едновременното сбъдване на няколко конкретни изисквания е по-вероятни от сбъдването на едно неконкретно изискване.
Тази логическа заблуда се илюстрира най-често с примера на Амос Тверски и Даниел Канеман:
Линда е на 31 години, неомъжена, пряма и умна. Завършила е философия. По време на обучението си е проявявала дълбока загриженост за дискриминацията и социалните неправди. Участвала е в протести срещу добива на ядрена енергия.
Кое е по-вероятно?
1. Линда е банков касиер.
2. Линда е банков касиер и участва във феминисткото движение.

85% от запитаните избират втория отговор. Всъщност вероятността двете изисквания да бъдат изпълнени едновременно е винаги по-малка или равна на вероятността на всяко от тях поотделно. При две изисквания A и B това неравенство може да се запише по следния начин:
{\displaystyle \Pr(A\land B)\leq \Pr(A),\Pr(A\land B)\leq \Pr(B).}
Когато се комбинира малката вероятност Линда да е банков касиер, например
Pr(Линда е банков касиер = 0,05,
с високата вероятност тя да е феминист, например
Pr(Линда е феминист) = 0.95,
тогава се получава следната вероятност за едновременно сбъдване на двете изисквания: 
Pr(Линда е банков касиер и феминист) = 0,05 x 0,95 = 0,0475
(при условие че двете изисквания са независими),
което е по-малко от
0,05 = Pr(Линда е банков касиер).
Ако двете изисквания са зависими, вероятността за едновременното им сбъдване не може да се пресметне без допълнителни данни, но тя във всички случаи е по-малка от вероятността на всяко от тях поотделно.
Тверски и Канеман смятат, че повечето хора объркват отговора, защото ползват своеобразна евристика за представителност: вторият отговор представя Линда по-конкретно с оглед на нейното описание, въпреки че е по-малко вероятен от първия. Частният случай изглежда по-вероятен заради конкретността си, но всяка добавена подробност всъщност намалява вероятността.